# 내 친구의 아내 (2015년 영화)
"내 친구의 아내"는 한국에서 제작된 탁승오 감독의 2015년 멜로/로맨스, 드라마 영화이다. 정태민 등이 주연으로 출연하였다.

## 출연

### 주연
- 정태민
- 김희정
- 제동화
- 임송이

### 조연
- 서현
- 오지훈
- 지영
- 주예빈